# Pseudopolycentropus perlaeformis
Pseudopolycentropus perlaeformis is een fossiele soort schietmot uit de familie Liassophilidae.